# Вувре
 Тази статия е за града във Франция.  За кантона вижте Вувре (кантон).  
Вуврѐ (на френски: Vouvray) е град в централна Франция, административен център на кантона Вувре в департамент Ендър е Лоар на регион Център-Вал дьо Лоар. Населението му е около 3 200 души (2015).
Разположен е на 50 метра надморска височина в югозападната част на Парижкия басейн, на десния бряг на река Лоара, и е северозападно предградие на Тур, разположено на 9 километра от центъра на града. Селището се споменава за пръв път през 774 година и е известно със своите висококачествени бели вина.

## Известни личности
Родени във Вувре
- Шарл Борд (1863 – 1909), музикант